# 博米
博米（法語：Bomy，法語發音：[bɔmi]）是法国上法蘭西大區加来海峡省的一个市镇，属于圣奥梅尔区。

## 地理
博米（50°34'26"N, 2°14'6"E）面积14.63 平方千米，位于法国上法蘭西大區加来海峡省，该省份为法国北部沿海省份，西北濒北海，南至索姆省，东临北部省。
与博米接壤的市镇（或旧市镇、城区）包括：德莱特、博梅斯莱艾尔、莱尔、勒克兰冈、万克利、科耶克、埃尔尼圣于连、弗莱尚。

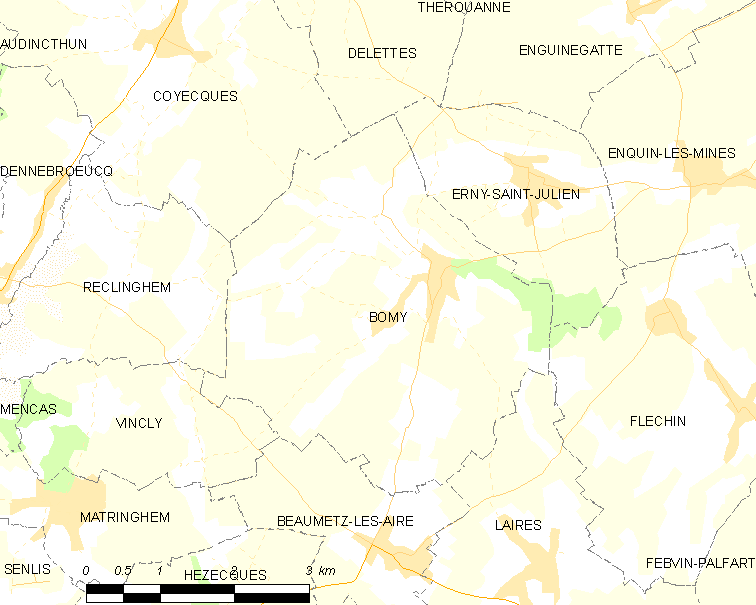
博米的OSM定位图

博米的时区为UTC+01:00、UTC+02:00（夏令时）。

## 行政
博米的邮政编码为62960，INSEE市镇编码为62153。

## 政治
博米所属的省级选区为弗吕日县。

## 人口

1962-2008年间博米人口变化图示

博米于2022年1月1日时的人口数量为628人。